# Rin (waluta)
Rin (jap. 厘) – drobna, brązowa moneta japońska bita w latach 1873–1919, o wartości 1/10 sena.

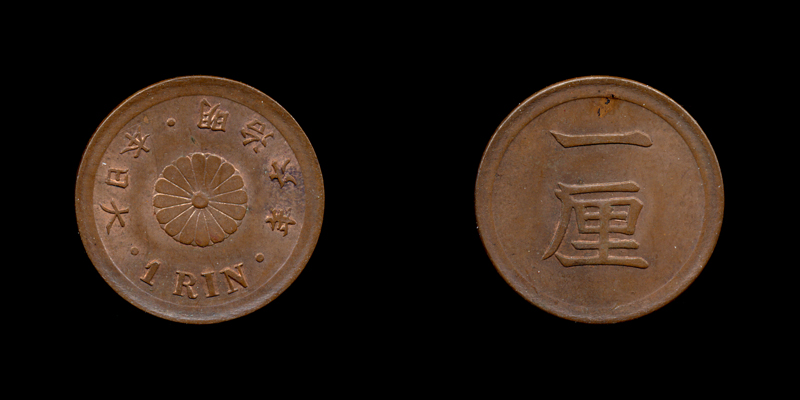
Moneta jednorinowa

W 1871 roku w Japonii przeprowadzono reformę monetarną. Nastąpiło to w okresie Meiji, gdy państwo weszło na drogę reorganizacji polityczno-ekonomicznej. System pieniężny został uproszczony. Do podziału waluty wprowadzono system dziesiętny. Najmniejszą jednostką monetarną był rin. Tysiąc rinów stanowiło jeden jen, sto rinów – jeden fun, dziesięć rinów – jeden sen.